# Заколпье (посёлок)
Заколпье — посёлок при одноимённой станции в Гусь-Хрустальном районе Владимирской области России, входит в состав Григорьевского сельского поселения.

## География
Посёлок расположен в 25 км на юго-восток от Гусь-Хрустального, примыкает к центру поселения селу Григорьево. Железнодорожная станция Заколпье на линии Черусти — Муром. Назван по одноимённому селу Заколпье, расположенному в 3 км на северо-восток.

## История
Возник как посёлок при железнодорожной станции в начале XX века, с 1926 года входил в состав Заколпской волости Гусевского уезда
С 1929 года посёлок входил в состав Григорьевского сельсовета Гусь-Хрустального района, с 2005 года — в составе Григорьевского сельского поселения.

## Население
| 1926 | 2002 | 2010 | 2021 |
| ---- | ---- | ---- | ---- |
| 366  | ↗369 | ↘352 | ↘1   |